# Aspergeroest
De aspergeroest (Puccinia asparagi) is een schimmelziekte die asperges aantast. Alle stadia van zijn levenscyclus ontwikkelen zich op dezelfde waardplant

. Aspergeroest komt overal voor waar asperges worden geteeld.
Symptomen zijn voor het eerst zichtbaar op de groeiende scheuten in de vroege zomer als lichtgroene, ovale laesies, gevolgd door bruine laesies en zwarte, uitstekende laesies later in het seizoen.. De laesies komen respectievelijk in het vroege voorjaar, het midden van de zomer en later van de zomer tot de herfst voor. Ernstige roestinfecties belemmeren of doden jonge aspergescheuten, waardoor de bladeren voortijdig afvallen en het vermogen van de plant om voedselreserves op te slaan wordt verminderd. De geïnfecteerde plant heeft een verminderde groeikracht en opbrengst, wat in ernstige gevallen vaak tot de dood van de plant leidt.

## Levenscyclus
Van april tot juli worden lichtgroene, ovale, 10-20 mm lange laesies met spermogonia gevormd met daarin de spermatiën en de receptieve hyfen. Na bevruchting van een spermatium met een receptieve hyfe ontstaat een oranje gekleurd, ingezonken aecium, dat in jonge aanplantingen waar de asperges niet worden geoogst zich ontwikkelt tot een geel, komvormig, sporendragend aecium. Door de wind en opspattend regenwater komen de goudkleurige aeciosporen op de kleinere takken, waar ze ontkiemen en de plant infecteren wanneer vrij vocht als dauw, mist of regen aanwezig is. De roodbruine  uredia worden ongeveer twee weken later gevormd met daarin de roestkleurige urediniosporen. Deze sporen, die door de wind worden verspreid, veroorzaken tijdens het zomerseizoen nieuwe infecties met uredia. Elke 12 tot 14 dagen kunnen tot laat in de zomer nieuwe uredia ontstaan. Tegen het begin van de herfst wordt de productie van roestkleurige urediniosporen vervangen door de vorming van zwarte overwinterende  teliosporen. Deze tweecellige, dikwandige, bruinzwarte teliosporen worden gevormd in bestaande uridia of in nieuw gevormde laesies. De teliosporen overwinteren op waardplantresten en vormen vroeg in de lente basidia met basidiumsporen, die nieuwe infecties veroorzaken op groeiende aspergescheuten.  Deze infecties resulteren in spermogonia met spermatiën en receptieve hyfen, waarna de levenscyclus zich herhaalt.

## Morfologie
De 15–21 × 18–27 μm grote aeciosporen op de stengels zijn bolvormig tot ovaal van vorm met een bijna doorzichtige, fijn en dicht papillaire wand van 1 μm dik. De uredinia op de stengels, zijn bolvormig tot ellipsvormig. De 19–30 × 18–25 μm grote urediniosporen zijn bolvormig tot ovaal met een goudkleurige wand van 2 μm dik. De telia, die op de stengels zitten, hebben 3–50 × 19–26 μm grote, tweecellige teliosporen met afgeronde uiteinden en taps toelopend bij de septa. Ze hebben een kastanjebruine wand tot 10 μm dik aan de bovenkant en de steel heeft tot tweemaal de lengte van de tweecellige teliospore. Soms ontwikkelen zich eencellige teliosporen genaamd mesospora.

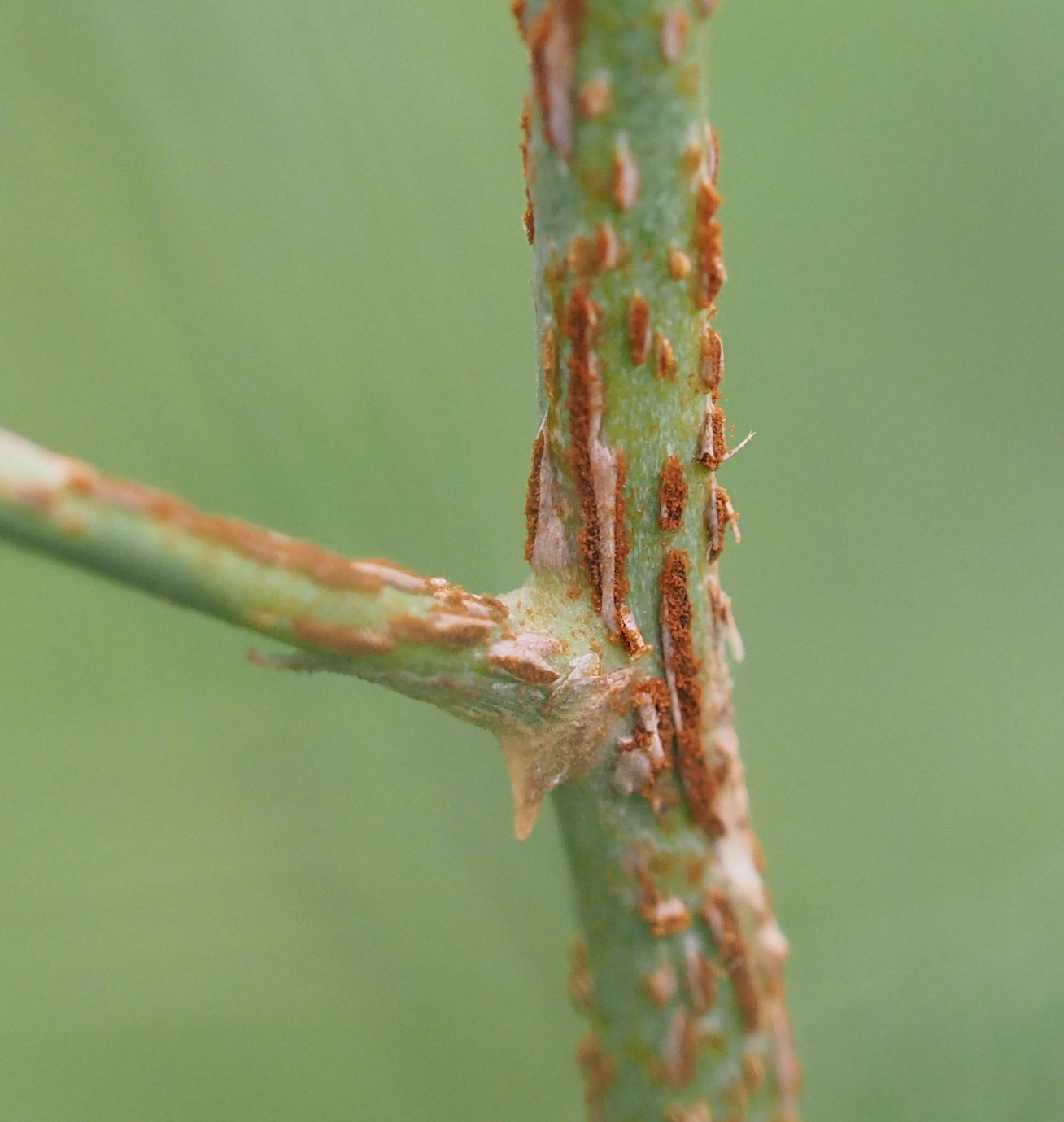
Uredinia
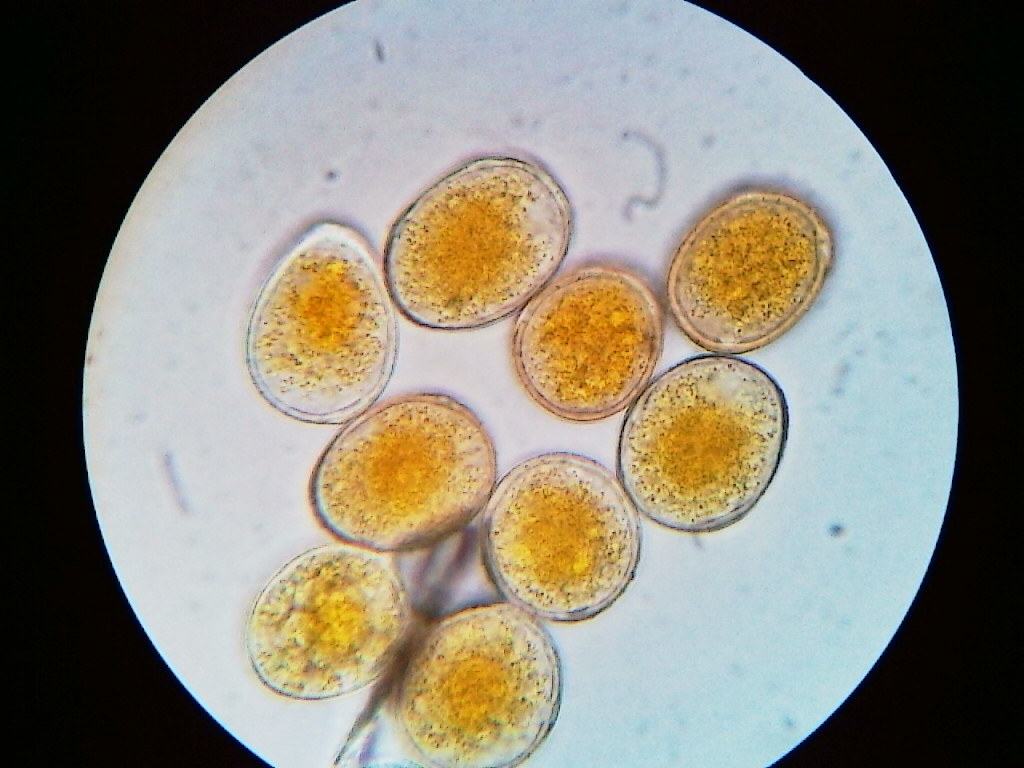
Urediniosporen
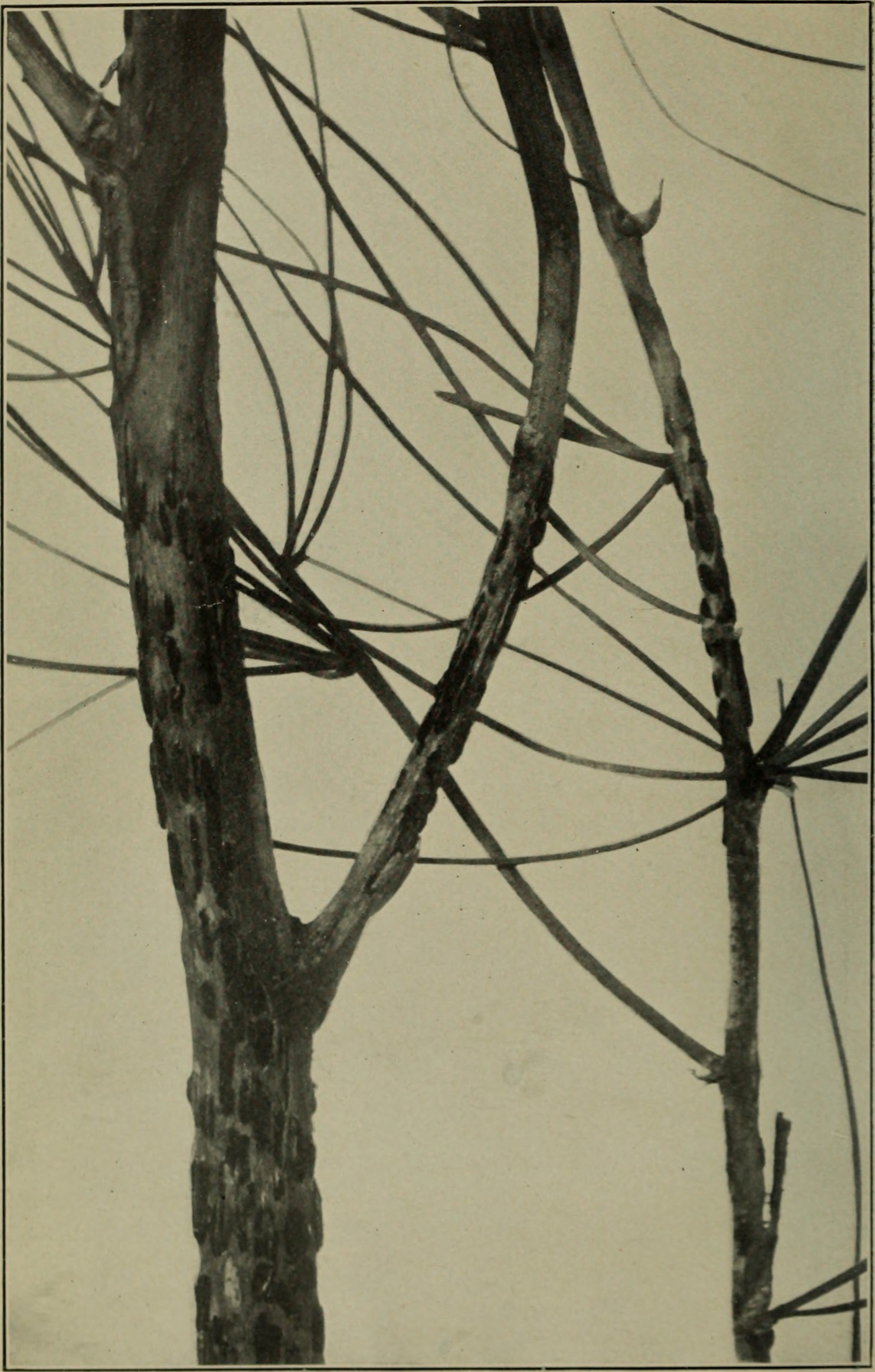
Uredinia en telia
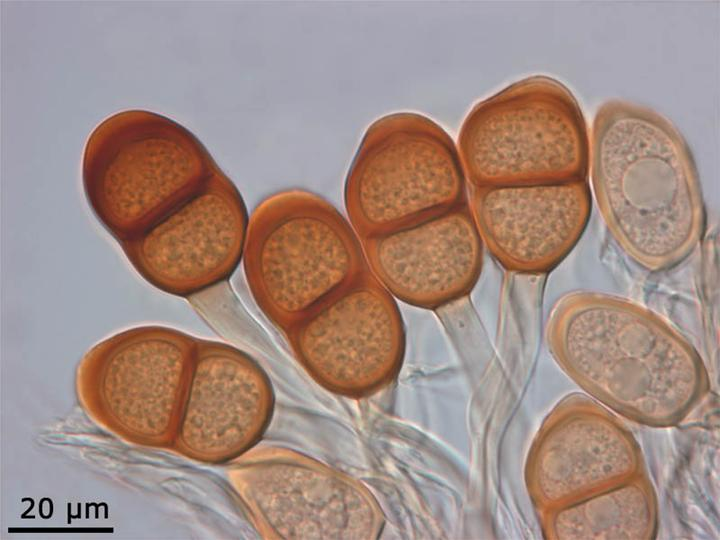
Teliosporen
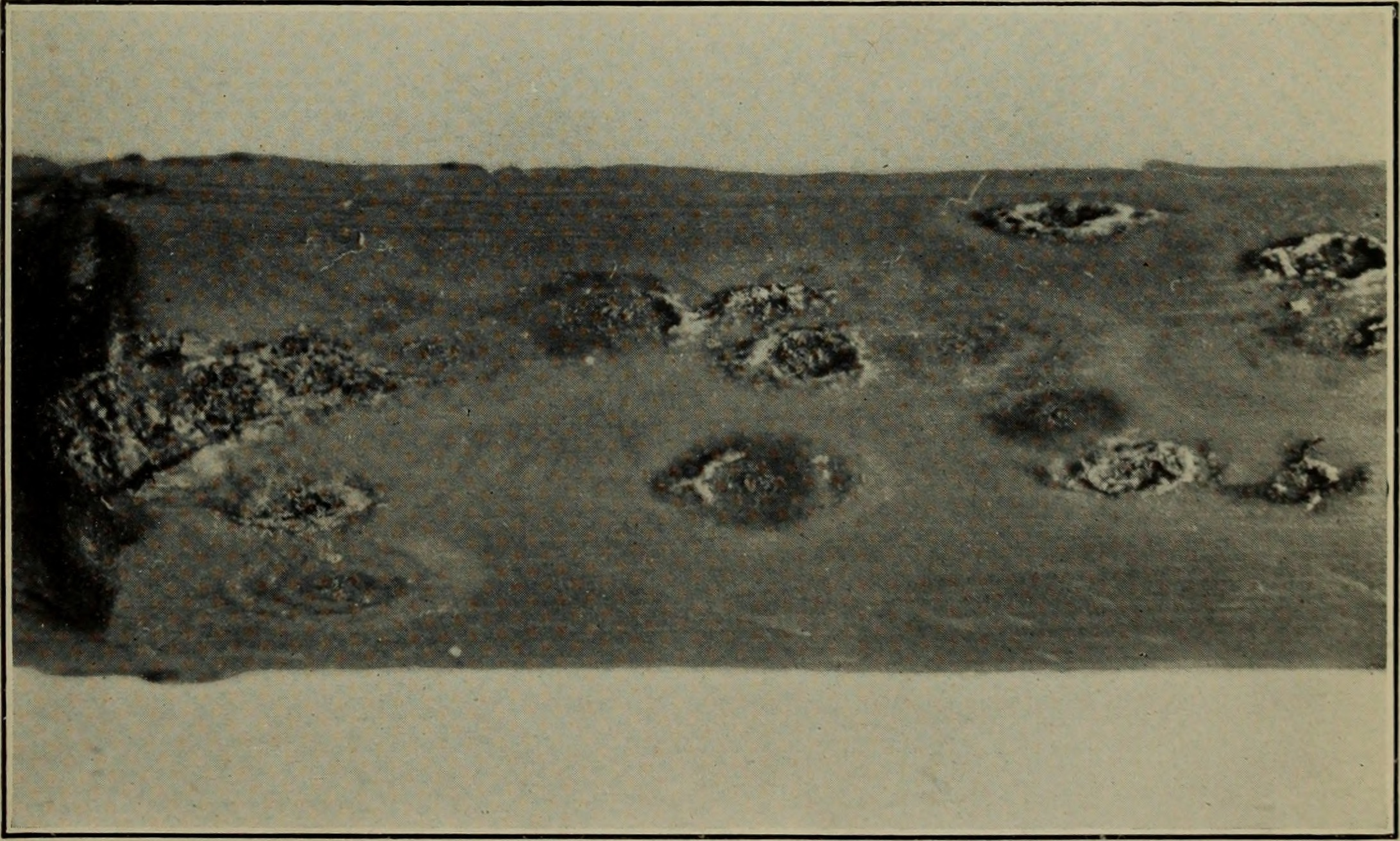
Aecia
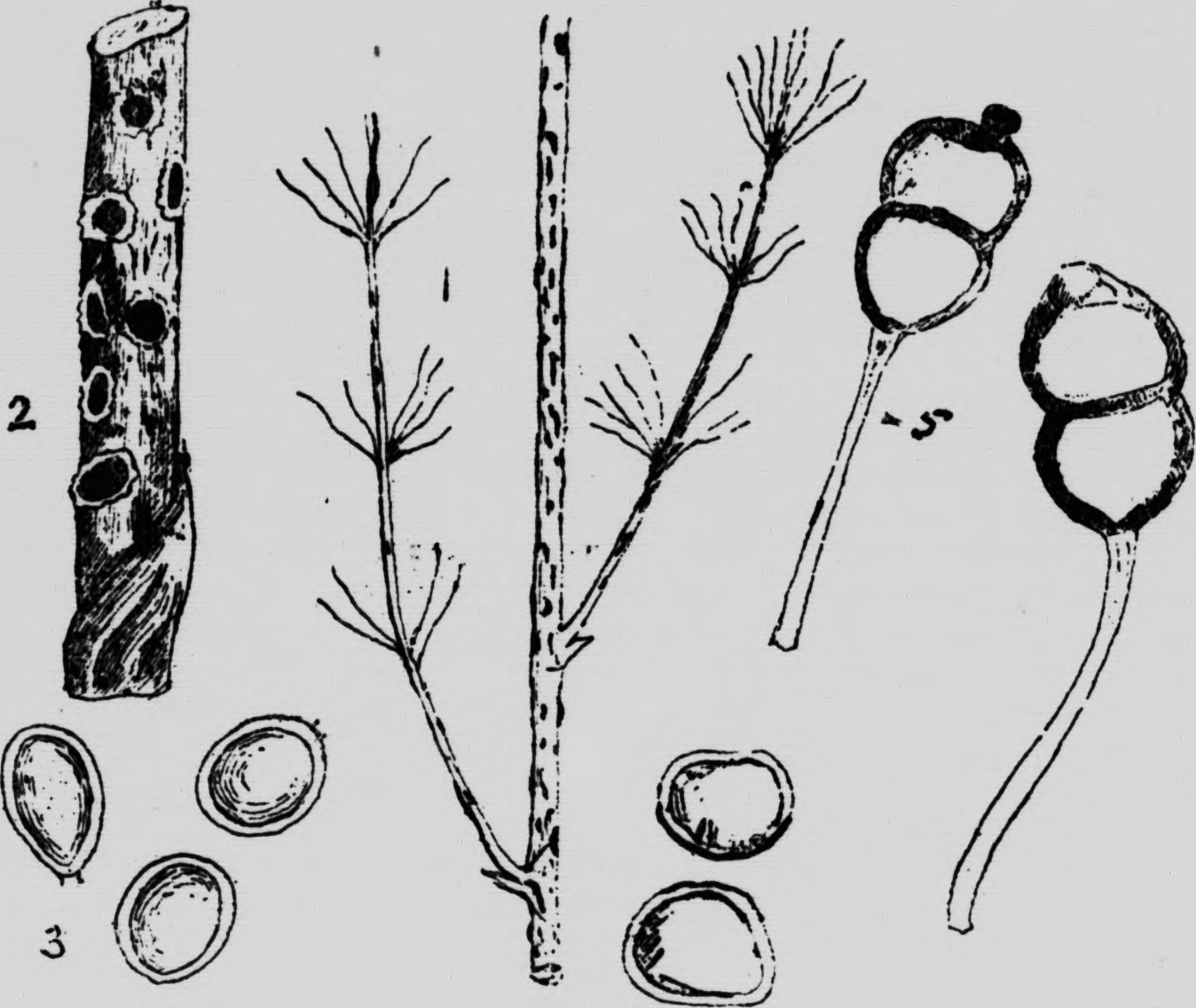
1, stengel met laesies 2, aecia; 3, aeciosporen ; 4, urediniosporen: 5, teleutosporen.

## Groeicondities
De aspergeroest wordt bevorderd door temperaturen tussen 13–32 °C. De sporen hebben enkele uren dauw of regen nodig om te kunnen ontkiemen en de gastheer te infecteren. Bij 15 °C is een bladnatperiode van drie uur nodig voor de eerste infectie. Maximale infectie bij deze temperatuur vindt plaats nadat de sporen negen uur nat zijn geweest.